# Altella aussereri
Altella aussereri ist eine Webspinne aus der Familie der Kräuselspinnen (Dictynidae). Sie ist in Teilen Mitteleuropas verbreitet. Die Art wurde nach Anton Ausserer, Pionier der arachnologischen Forschung benannt.

## Merkmale
Die Körperlänge von A. aussereri beträgt 1,2 bis 1,4 Millimeter. Die Weibchen sind meist größer als die Männchen. Prosoma-Länge 0,62–0,56 Millimeter, Prosoma-Breite 0,46–0,48 Millimeter. Allgemeine Merkmale (Färbung, Zeichnung, Augen) wie Altella lucida. Die Zuordnung zur Gattung Altella erfolgt durch die auffällige Bewehrung der 3. Tibia ventral mit einem mächtigen „Krummsäbel-Sporn“ bzw. mit einer schwächer ausgebildeten Borste.
Gruben der Epigyne undeutlich, vorn innen scharf begrenzt, mit einer Einführungsöffnung überdachten Leiste. Receptacula durchscheinend, aborad/laterad gerichtet und nicht wie bei A. lucida mediad konvergierend. Receptacula dorsal mit Porenkrater und einem Drüsenporus.

## Fundorte
In Südtirol bei Kaltern auf 420 m und am Guntschnaberg auf 470 m. Vermutete Verbreitung der Art an Xerotherm-Habitaten der Südalpen, vielleicht auch im Bereich der Italienischen Halbinsel.